# Quận Wells, North Dakota
Quận Wells là một quận thuộc tiểu bang Bắc Dakota, Hoa Kỳ. Quận lỵ đóng ở Fessenden6. Quận được đặt tên theo Edward Payson Wells, một nhân viên ngân hàng. Dân số theo điều tra năm 2000 của Cục điều tra dân số Hoa Kỳ là 4207 người.

## Địa lý
Theo Cục điều tra dân số Hoa Kỳ, quận này có diện tích 3341km2, trong đó có 49km2 là diện tích mặt nước.